# Milchozean

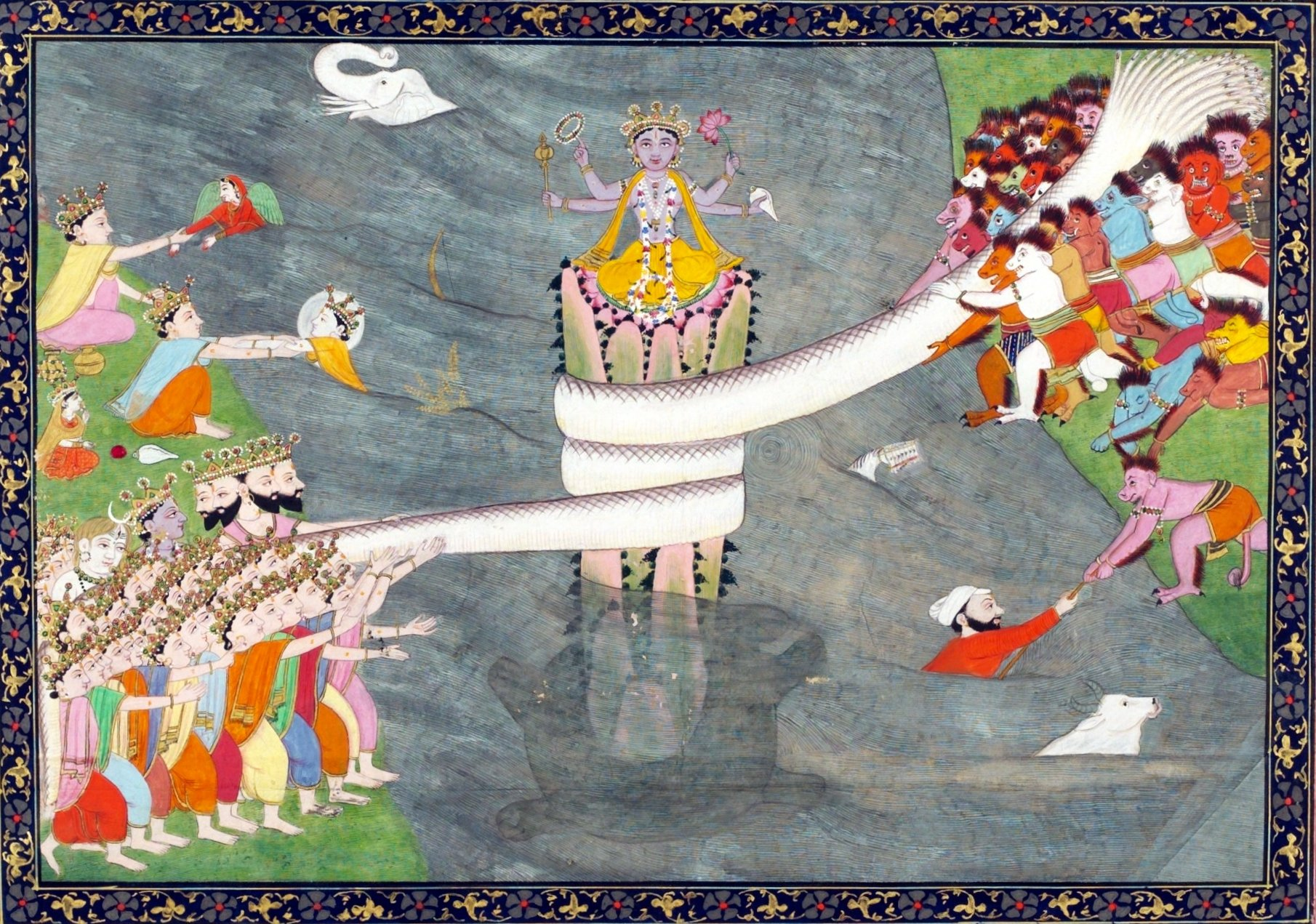
Das Quirlen mit der Schlange Vasuki als Quirl um den Berg. Links eine Gruppe von Devas, rechts einige Asuras

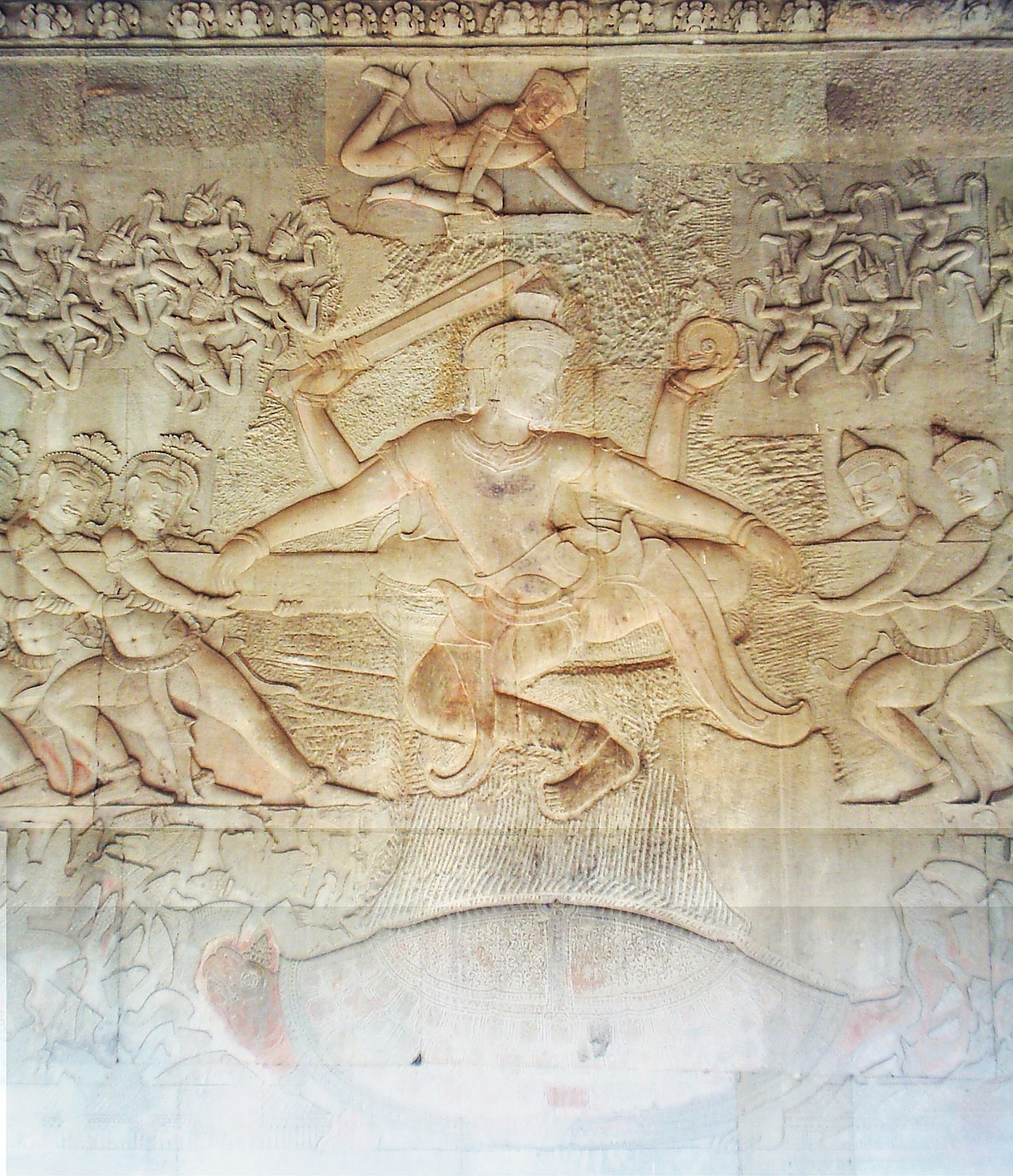
Detail einer Darstellung des Mythos in Angkor Wat

Der Milchozean (Sanskrit क्षीराब्धि Kṣīrābdhi) ist ein Urmeer der hinduistischen Mythologie. Danach besteht die mittlere Ebene des Kosmos aus konzentrisch angeordneten Kontinenten, von riesigen Ozeanen aus verschiedenen Flüssigkeiten getrennt. Der innerste Ozean enthält Salzwasser, der äußerste ist der Milchozean.
Damit verbunden ist der populäre hinduistische Schöpfungsmythos vom „Quirlen des Milchozeans“, der in vielen alten Schriften und in verschiedenen Versionen vorkommt, in den großen Epen Mahabharata und Ramayana ebenso wie in einigen Puranas. Er liefert Grundlage und Erklärung für unzählige weitere Mythen. Vielfach wurde er verändert, ergänzt oder nur in Auszügen wiedergegeben. Da er jeweils in eine wesentlich größere, viele Teilepisoden umfassende Geschichte eingebettet ist, unterscheiden sich besonders die Einleitungen zu den verschiedenen Versionen erheblich. In jedem Fall jedoch ist Vishnu die zentrale Gottheit und immer wieder der Retter. Von ihm berichtet die Überlieferung, dass er im Milchozean während einer Weltnacht, der Zeit zwischen zwei Schöpfungen, auf der Schlange Shesha im kosmischen Schlaf ruht. Auf der aus seinem Nabel entstehenden Lotosblüte thront der vierköpfige Brahma, der in seinem Auftrag eine neue Schöpfung hervorbringt.
Thema der Geschichte vom „Quirlen des Milchozeans“ ist die Suche nach dem Unsterblichkeitstrank, Amrita, den Devas (Götter) ebenso wie Asuras (Dämonen) begehren, der aber für alle unerreichbar im Milchozean verborgen liegt. Erst das gemeinsame Quirlen des Urwassers, das eintausend Götterjahre gedauert haben soll, lässt das ersehnte Elixier nach vielen Hindernissen auftauchen.

## Mythos
Götter und Dämonen (asuras) stritten ständig miteinander und viele von ihnen kamen in den Kämpfen um. So baten sie Vishnu um Rat, und dieser schlug den Göttern ein Bündnis mit den Dämonen vor, um Amrita, das Getränk der Unsterblichkeit, zu erlangen. Um den Berg Mandara (siehe Mandar Hill; in anderen Versionen Meru genannt) wanden sie als Seil die Schlange Vasuki und machten sie so zum Quirl. Mit dem Einverständnis des Ozeans und Vasukis konnte das Rühren beginnen. Die Götter zogen am Schwanz, die Dämonen am Kopf. Lange zeichnete sich kein Erfolg ab, der Berg drohte sogar im Ozean zu versinken. Da nahm Vishnu die Form einer riesigen Schildkröte (Kurma) an und kroch unter den Berg, um ihn auf dem Rücken langsam aus dem Wasser zu heben und zu stützen.
Mit dem Quirl aus Berg und Schlange rührten die Verbündeten das Wasser weiter, bis dieses schließlich so weiß wie Milch wurde. Plötzlich drohte ein schreckliches, aus dem Wasser aufsteigendes Gift alle zu vernichten. Doch Shiva eilte zu Hilfe, er trank das Gift Halahala bis zum letzten Tropfen aus. Seitdem ist sein Hals „nil“, d. h. blau, und darum nennt man ihn auch Nilakanta („der mit dem blauen Hals“). Das Quirlen konnte weitergehen und nacheinander erschienen aus dem milchigweißen Ozean verschiedene Kostbarkeiten.

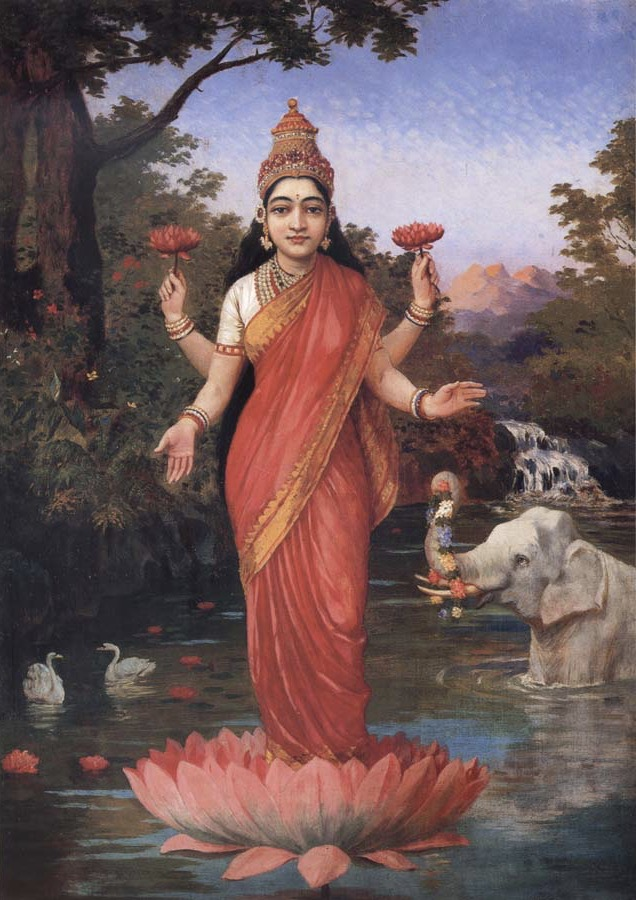
Lakshmi entsteigt dem Milchozean.

Zuerst kam Chandra, der Mond, zum Vorschein, der jetzt die Stirn Shivas schmückt. Uchchaishrava, das weiße Pferd, erhielt der Dämonenkönig, musste es jedoch bald an Indra abtreten. Das Juwel Kaushtuba trägt nun Vishnu und die Wunscherfüllende Kuh Kamadhenu wurde Eigentum der Rishis. Kalpavrksha, den Wunschbaum, pflanzte Indra in seinen Garten. Sogar die Göttin Lakshmi stieg strahlend schön auf einer Lotus-Blüte aus dem Ozean. Ihr Erscheinen löste Begeisterung unter allen Anwesenden aus, und die vier Himmelselefanten gossen segnend aus goldenen Krügen Wasser über sie (vgl. Gajalakshmi). Lakshmi selbst wählte Vishnu zu ihrem Gatten. Wieder ging das Quirlen weiter. Dann erschien Varuni, die Göttin des Weines, welche die Dämonen für sich behielten.
Schließlich tauchte aus dem Wasser die Gestalt eines dunklen, jungen Mannes auf, reich geschmückt mit Juwelen und mit einer Blütenkette um den Hals. Es war Dhanvantari, der Arzt der Götter und Ursprung jeder Heilkunst. In seiner Hand hielt er, wonach sich alle sehnten: einen großen Krug mit Amrita, dem Getränk der Unsterblichkeit. Hatten Götter und Dämonen bis jetzt zusammengearbeitet, begann nun wieder Streit. Trotz der Vereinbarung, alles zu teilen, wollten die Dämonen das kostbare Getränk gierig an sich reißen. Da kam Vishnu herbei, jedoch diesmal in Gestalt einer begehrenswerten jungen Frau, Mohini. Freundlich lächelnd erbot sich die Schöne, Amrita an alle zu verteilen. Durch einen Trick jedoch verabreichte sie nur den Göttern das Elixier; die in ihrer Verliebtheit unaufmerksamen Dämonen dagegen gingen leer aus. Nur einer von ihnen, Rahu, hatte sich misstrauisch unter die Götter gemischt, um auch einen Tropfen zu erhalten. Doch Sonne und Mond verrieten ihn und Vishnu/Mohini schlug mit der Wurfscheibe blitzschnell Rahus Kopf ab, noch bevor das Amrita, das er gerade geschluckt hatte, den Körper erreichen konnte. Nur sein Kopf wurde damit unsterblich, der Körper fiel leblos zur Erde. Seither will Rahu sich an Sonne und Mond rächen, indem er immer wieder versucht, sie zu verschlucken. Auf der Erde lässt sich das als Sonnen- oder Mondfinsternis beobachten. Die durch das Amrita gestärkten Götter aber erhielten ihren Platz im Himmel zurück.
Die Textquellen berichten unterschiedlich, welche Gegenstände aus dem Wasser auftauchten und in welcher Reihenfolge. Die Zahl schwankt zwischen neun und vierzehn. Außer den genannten kommen häufig noch Airavata vor, der Elefant, der nun als Begleittier von Indra gilt, Parijata, ein himmlischer Baum, der mit seinen Blüten die ganze Welt parfümiert, sowie die Apsaras, himmlische Tänzerinnen. Gelegentlich nennen die Schriften Vijaya, eine Medizinpflanze, die gegen jede Vergiftung hilft, einen Schirm für Varuna, ein weiteres Pferd, das die Sonne für sich beanspruchen darf, Ohrringe für die Göttin Aditi und die als göttlich verehrte Tulsi-Pflanze.

## Bedeutung
Viele mythologische Vorstellungen des Hinduismus basieren auf der populären Geschichte vom „Quirlen des Milchozeans“: Sie erklärt nicht nur wichtige Attribute vieler Götterdarstellungen, wie Vishnus Brustjuwel, den Mond an Shivas Stirn, den Elefanten Indras sowie die Darstellung der Lakshmi mit den vier Elefanten (gayalakshmi). Die Erzählung enthält auch die Überlieferung vom zweiten Avatar Vishnus (Kurma, die Schildkröte), welche die Welt vor ihrem Untergang rettet. Ebenso findet Nilakanta, eine populäre Form Shivas als Helfer, hier ihren Ausgangspunkt.
Einer der verschiedenen Ursprungsmythen zum größten Badefest der Welt, das Kumbh Mela, begründet dessen Entstehung gleichfalls mit einer Begebenheit in diesem Mythos: Als Götter und Dämonen um den Krug (kumbha) mit dem Amrita stritten, verschütteten sie vier kostbare Tropfen. Wo sie zur Erde fielen entstanden heilswirksame Orte, an denen noch heute Feste stattfinden.
Der dem Milchozean entstiegene Dhanvantari, laut den Puranas wiederum eine Form Vishnus, gilt als Quelle des Ayurveda, der traditionellen indischen Heilkunst.
Wie in anderen Erzählungen der indischen Überlieferung lässt die reiche Symbolik der Bildsprache des Mythos unzählige Erklärungsmodelle zu, philosophische und psychologische ebenso wie esoterische. Oft dient sie darum als Modell zur Vermittlung geistiger Lehren.